# James Hamilton (vicomte Hamilton)
Pour les articles homonymes, voir James Hamilton et Hamilton.
James Hamilton, vicomte Hamilton (7 octobre 1786 - 27 mai 1814) est un noble et un homme politique britannique.

## Biographie
Fils aîné de John Hamilton (1er marquis d'Abercorn), il est né à Petersham Lodge, dans le Surrey, le 7 octobre 1786, et baptisé le 4 novembre à Petersham .
À partir de cinq ans, Hamilton est encadré par William Howley, Chapelain de son père, qui devient plus tard évêque de Londres et archevêque de Cantorbéry. Plus tard, il fait ses études à Harrow School, où il est lieutenant, puis capitaine de volontaires en 1803. Il s'inscrit à Christ Church, Oxford le 24 octobre 1805.

## Carrière politique
Lord Abercorn a l'intention de présenter Hamilton comme candidat pour le comté de Donegal dès qu'il pourrait y obtenir une influence suffisante, ou encore pour le comté de Tyrone. La mort de l'agent personnel d'Abercorn, James Hamilton, en 1806, porte atteinte à son influence dans le Donegal, et le vicomte Hamilton est obligé de se retirer. Au lieu de cela, il est placé (encore mineur) pour Dungannon par l'allié politique d'Abercorn, Thomas Knox, 1er vicomte Northland, lors d'une élection partielle de janvier 1807. Lors des élections générales de 1807, en mai, Abercorn refuse un compromis avec le comte Conyngham pour placer Hamilton à Donegal, mais son demi-cousin, Lord Eliot, le nomme, encore mineur, pour Liskeard.

## Vie privée
Le 25 novembre 1809, à Londres, il épouse Harriet Douglas, petite-fille de James Douglas (14e comte de Morton) dont il a trois enfants:
- James Hamilton (1er duc d'Abercorn) (1811-1885)
- Harriet Hamilton (1812–1884), épouse l'amiral William Baillie-Hamilton
- Claud Hamilton (1813-1884)

Il souffre de maladies chroniques, son père le décrivant comme "mort depuis longtemps" en refusant à Lord Eliot de le proposer à nouveau pour Liskeard en 1812, bien qu'il soit l'un des membres fondateurs de Grillion cette année-là. Il meurt dans sa maison de Upper Brook Street le 27 mai 1814. Son fils aîné, James, succède à son grand-père quatre ans plus tard, en qualité de marquis d'Abercorn. En 1815, sa veuve Harriet se remarie avec son beau-frère, le 4e comte d'Aberdeen avec qui elle a 5 autres enfants.